# Bengkulu (oraș)
Bengkulu este un oraș din pe coasta de sud-vest a insulei Sumatra, Indonezia, fiind capitala provinciei cu același nume. Orașul se întinde pe suprafața de 144,5 km², având o populație cu 340.000 de locuitori (in 2007).

## Istoric
La sfârșitul secolului XII regiunea ajunge sub stăpânirea imperiului hindu Majapahits. In anul 1685 după ce englezii au fost alungați din Banten, Compania britanică a Inndiilor de Est înființează aici un centru comercial (Bengcoolen). In anul 1824 sosesc coloniștii olandezi care au preluat Bengkulu de la englezi în schimbul orașului Malakka. Intre anii 1938 - 1941 orașul a fost loc de exil al lui Sukarno care devine ulterior primul președinte al Indoneziei.